# Mike Doyle (attore)
Michael Doyle, detto Mike (16 settembre 1972), è un attore statunitense.

## Filmografia parziale

### Attore

#### Cinema
- Ragazzi e ragazze (Some Girl), regia di Rory Kelly (1998)
- Laws of Attraction - Matrimonio in appello (Laws of Attraction), regia di Peter Howitt (2004)
- 29th and Gay, regia di Carrie Preston (2005)
- Patto con il diavolo (Shortcut to Happiness), regia di Alec Baldwin (2007)
- Lui, lei e Babydog (Heavy Petting), regia di Marcel Sarmiento (2007)
- P.S. I Love You, regia di Richard LaGravenese (2007)
- Rabbit Hole, regia di John Cameron Mitchell (2010)
- Lanterna Verde (Green Lantern), regia di Martin Campbell (2011)
- The Orphan Killer, regia di Matt Farnsworth (2011)
- Gayby, regia di Jonathan Lisecki (2012)
- Qualcosa di buono (You're Not You), regia di George C. Wolfe (2014)
- Jersey Boys, regia di Clint Eastwood (2014)
- The Invitation, regia di Karyn Kusama (2015)
- Max Steel, regia di Stewart Hendler (2016)
- XX - Donne da morire (XX), registi vari (2017)
- Pinball: The Man Who Saved The Game, regia di Austin e Meredith Bragg (2022)

#### Televisione
- Innocenza perduta (A Loss of Innocence) – film TV (1996)
- Titanic – miniserie TV, 2 puntate (1996)
- Sex and the City – serie TV, 2 episodi (2000)
- Oz – serie TV, 4 episodi (2002)
- Phantom Below - Sottomarino fantasma (Phantom Below) – film TV (2005)
- Law & Order - Unità vittime speciali (Law & Order: Special Victims Unit) – serie TV, 53 episodi (2002-2009)
- Fuori dal ring (Lights Out) – serie TV, 3 episodi (2011)
- A Gifted Man – serie TV, 11 episodi (2011-2012)
- Shameless – serie TV, 2 episodi (2013)
- Conviction – serie TV, 2 episodi (2016-2017)
- Narcos: Messico – serie TV, 3 episodi (2018)
- City on a Hill – serie TV, 5 episodi (2019-2021)
- The Accidental Wolf – serie TV, 10 episodi (2018-2022)
- New Amsterdam – serie TV, 29 episodi (2019-2023)
- Fallout – serie TV, episodio 1x01 (2024)

### Regista e sceneggiatore
- Sell By (2019)

## Doppiatori italiani
Nelle versioni in italiano delle opere in cui ha recitato, Mike Doyle è stato doppiato da:
- Marco Vivio in City on a Hill, Fallout
- Marco Baroni in E.R. - Medici in prima linea
- Gianluca Cortesi in Oz
- Francesco Pezzulli in Rabbit Hole
- Marco De Risi in Law & Order - Unità vittime speciali (ep. 5x07)
- Gaetano Varcasia in Law & Order - Unità vittime speciali (ep. 5x09)
- Massimiliano Plinio in Law & Order - Unità vittime speciali (ep. 5x14)
- Maurizio Reti in Law & Order - Unità vittime speciali (ep. 5x18)
- Fabrizio Picconi in Law & Order - Unità vittime speciali (ep. 6x20)
- Giuliano Bonetto in The Mentalist
- Sergio Lucchetti in Blindspot
- Franco Mannella in Jersey Boys
- Riccardo Scarafoni in The Invitation
- Gianfranco Miranda in Narcos: Messico
- Guido Di Naccio in New Amsterdam